# 한국미드아마추어골프연맹
한국미드아마추어골프연맹(韓國미드아마추어골프聯盟, Korea Mid Amateur Golf Federation, KMAGF)은 대한민국의 순수 아마추어 골프를 관할하는 스포츠 행정 기구이다.

## 같이 보기
- 대한골프협회
- 한국프로골프협회
- 한국여자프로골프협회
- 한국대학골프연맹
- 한국중고등학교골프연맹